# Timer (microcontrôleur)
Pour les articles homonymes, voir timer.
Un timer est un périphérique matériel permettant de mesurer des durées (généralement inclus dans les microcontrôleurs). Son rôle est de permettre la synchronisation des opérations que le microcontrôleur est chargé d'effectuer.